# Lasioserica breviclypeata
Lasioserica breviclypeata är en skalbaggsart som beskrevs av Ahrens 1999. Lasioserica breviclypeata ingår i släktet Lasioserica och familjen Melolonthidae. Inga underarter finns listade i Catalogue of Life.